# Палаццо Лабіа
Палаццо Лабіа  (італ. Palazzo Labia) — палац у Венеції в районі Каннареджо на каналі Каннареджо. Через площу від палацу стоїть церква Сан-Джеремія.

## Історія

### Родина Лабіа
Вельможна родина Лабіа походила з Каталонії, Іспанія. В Венецію вони перебралися у 17 столітті і були залічені до венеційських вельмож у 1646 р., коли дали гроші на ведення військових дій проти Кандії. Приблизно з цього періоду починається розкішне життя родини в Венеції. 

### Будівництво та оздоби

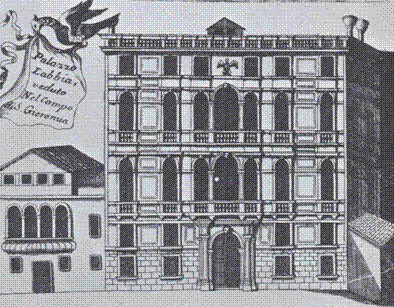
Палаццо Лабіа на початку 18 ст.

Аби підтримати статус вельмож, родина розпочала будівництво власного палацу, не гіршого за величні палаци вельможних венеційських родин. У 1730 р. здійснена перебудова, тому палац має різні фасади на канал та на бічну площу (архітектори Андреа Сомінеллі, Треміньйон Олександр та його син Паоло). Перший поверх оздобили рустом, другий прикрашений вікнами та іонійськими колонами, верхній - коринфськими пілястрами. Фасад завершував карниз з великим виносом уперед. Близькість Церкви Сан Джеремія не засмутила архітекторів, а дзвіницю церкви навіть включили в фасад палацу, який ніби обгорнув її. Незвичним було створення трьох фасадів палацу, тоді як звичні палаци Венеції мали один пишний, що виходів на канал.

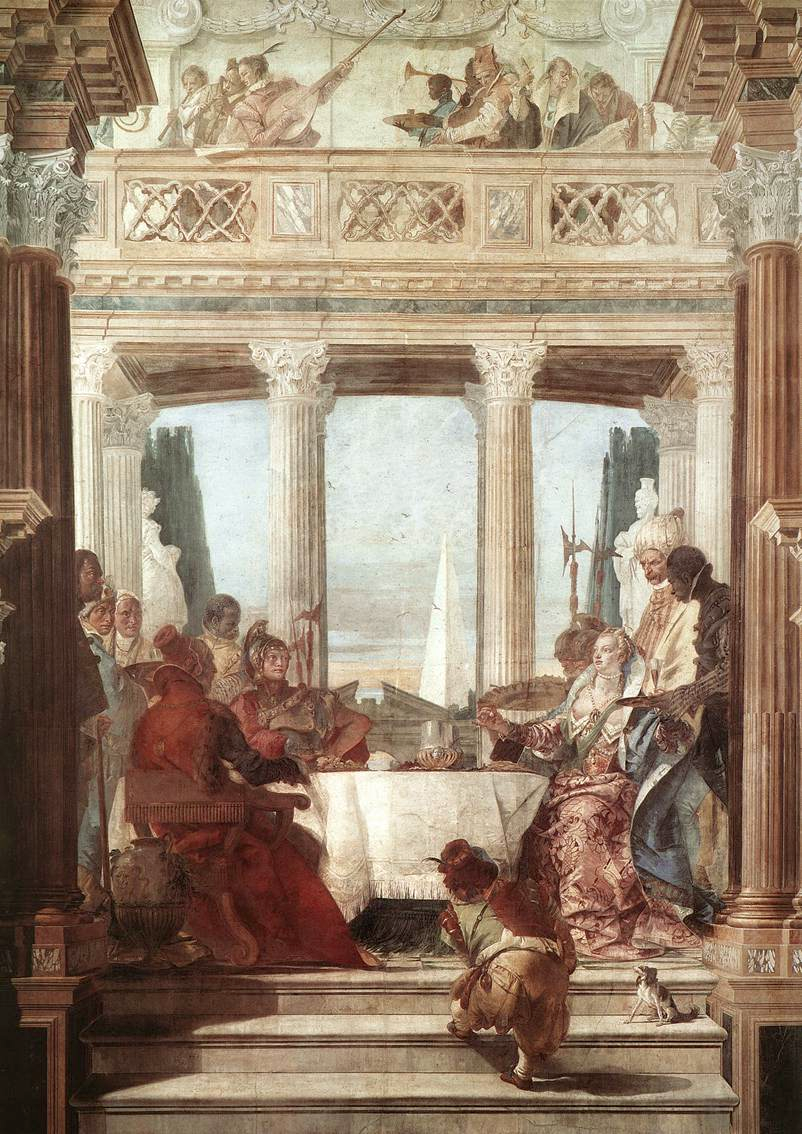
Бенкет Клеопатри

Побудований у стилі бароко на початку 18 століття. Один з останніх «великих» палаців Венеції.
Але родзинкою палацу став цикл стінописів, створених у 1746-1747 рр. венеційським художником Джованні Баттіста Тьєполо на сюжет «Історії Антонія та Клеопатри». Немолодий вже художник створив тут в бальній залі ( Salone делле Feste ) найкращі декоративні фрески венеційського періоду творчості. Замовниками були брати Анджело та Паоло Антоніо Лабіа.
Фрески починаються від підлоги, надзвичайно вдало імітуючи і продовжуючи реальну архітектуру, її елементи, декор пілястр, візерунок балюстрад. За арками умовного палацу Клеопатри відтворено новий простір, де і зображені епізоди історії - «Нарада Клеопатри з Антонієм», «Бенкет Клеопатри на честь Антонія». Художник не мав доброї класичної освіти, тому припускався до помилок. Частка епізодів була трактована з церемоніями сучасного палацового етикету, на що вказали художнику. Невідповідні подробиці він прибрав. Але загалом фрески нагадують пишні театральні сцени рококо з фантастичними сукнями, фантастичними пейзажами і легендарними персонажами. Але віртуозно відтворені архітектурні деталі, майстерне використання перспективи ( чого варті тільки намальовані сходи від підлоги в умовну залу палацу Клеопатри )надали стінописам якості нової, художньої реальності.
Палац прикрасили не тільки стінописи Тьєполо. Картинна галерея палацу мала твори відомих на той час венеційських майсрів, серед яких -
- Пальма ді Джоване
- син Тьєполо - Джованні Доменіко
- Помпео Батоні
- Джамбаттіста Канал
- Гаспар Діцціані
- Грегоріо Лаццаріні
- Антоніо Візентіні
- Агостіно Мазуччі
- Пласідо Костанці. Серед розкішних оздоб палацу - гобелени з Фландрії ( серія «Історія Сципіона Африканського ».)

### В 19-20 століттях

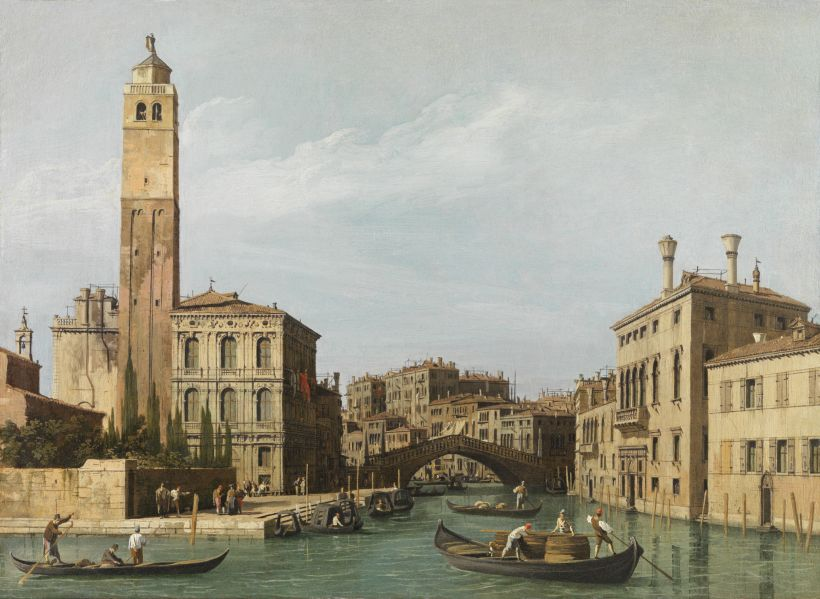
Худ. Каналетто, Палаццо Лабіа, церква Сан Джеремія та її дзвіниця, міст Понте делле Джуліє в Венеції, Музей Ліхтенштейн, Відень.

Родина Лабіа володіла палацом до кінця 19 століття. Матеріальна скрута спонукала продати палац і його придбав князь Лобковиц. Тут діяв благодійний фонд. В 20 ст. новим володарем палацу став Carlos de Beistegui, який наказав розпочати реставрацію та відновлення палацу. Зазнавши матеріальної скрути, Carlos de Beistegui продав палац у 1960-ті рр. корпорації RAI ( Італійське державне телебачення ), яка використовувала палац як власну регіональну резиденцію. В свою чергу RAI у 2008 році намагалось продати палац, висуваючи умову обов'язкового використання палацу з культурно-освітньою метою за вимогами муніципалітету Венеції.